# Base Transceiver Station

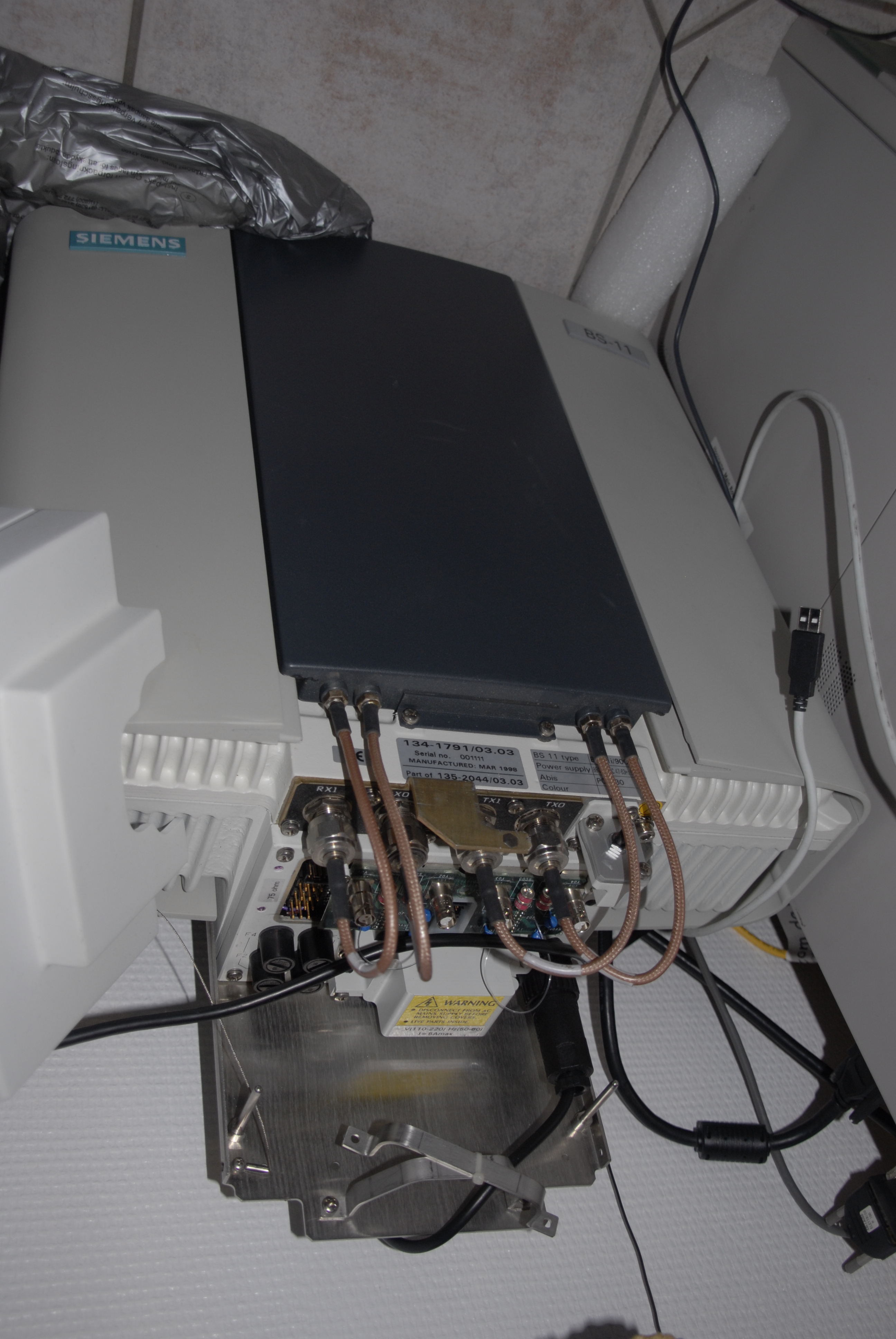
BTS-Gerät, Modell „BS11µBTS“ von Siemens

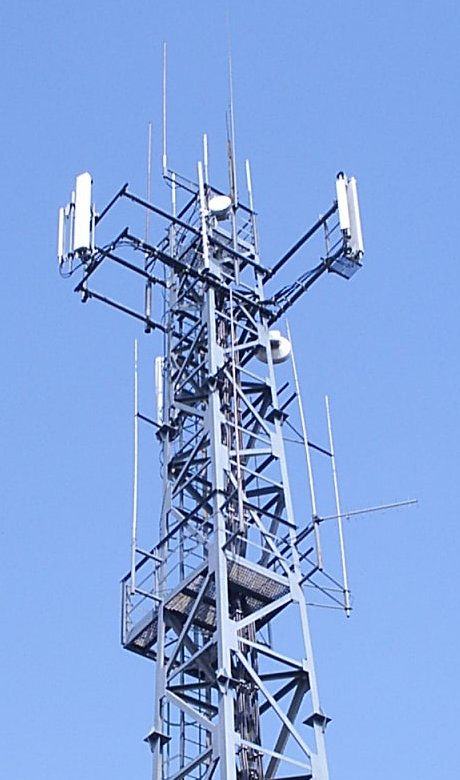
BTS-Antennenmast

Eine Base Transceiver Station (BTS; deutsch Basissendeempfängerstation) ist ein Netzelement im Base Station Subsystem des digitalen GSM-Mobilfunknetzes. Sie wird auch als GSM-Basisstation bezeichnet. Die Entsprechung zur BTS in einem UMTS-Netz ist der Node B.
Eine BTS versorgt mindestens eine Funkzelle. In der Praxis werden meist Anlagen aufgebaut, die drei oder sechs, selten aber auch vier Funkzellen in sich vereinigen. In diesen Fällen werden Sektorantennen benutzt, die gezielt einen meist zwischen 60° und 120° breiten Bereich, den sogenannten Sektor, versorgen.
In einer Funkzelle werden üblicherweise eine bis fünf Frequenzen genutzt, selten bis zu acht. Das theoretische, technisch bedingte Maximum liegt bei 18 Frequenzen in einer Funkzelle.
Die Reichweite einer BTS beträgt unter Praxisbedingungen, bedingt durch den Pfadverlust, zwischen wenigen hundert Metern und einigen Kilometern. Da die Signallaufzeit zwischen Basisstation und Mobilstation durch den Parameter Timing Advance ausgeglichen werden muss, beträgt die theoretisch maximal erreichbare Reichweite 35,41 km, bei GSM 400 121,73 km. Mittels einer speziellen Konfiguration, die jedoch Einfluss auf die Zellkapazität hat, kann die erhöhte Reichweite einer GSM-400-Zelle auch in den Zellen aller anderen GSM-Standards erzielt werden.
Die Basisstation dient hauptsächlich zur Übertragung über die Luftschnittstelle; die Steuerungs- und Überwachungsfunktionen werden weitgehend vom Base Station Controller (BSC) wahrgenommen.

## Aufgaben
Die Aufgaben einer BTS sind:
- Bereitstellung von Signalen um Endgeräten die Synchronisation mit der Station zu ermöglichen (Frequency correction bursts im FCCH, Synchronisation bursts im SCH)
- Aktivierung und Deaktivierung der zugewiesenen Frequenzkanäle
- Durchführung von Frequency hopping
- Verschlüsselung und Entschlüsselung von Übertragungs- und Steuerungskanälen mittels A5
- Ermittlung und Zuweisung von Timing Advance
- Ermittlung des Empfangspegels und der Empfangsqualität
- Signalanpassung an die PCM-Schnittstelle, über die die Verbindung zum BSC und zum MSC erfolgt.